# Luftschicht

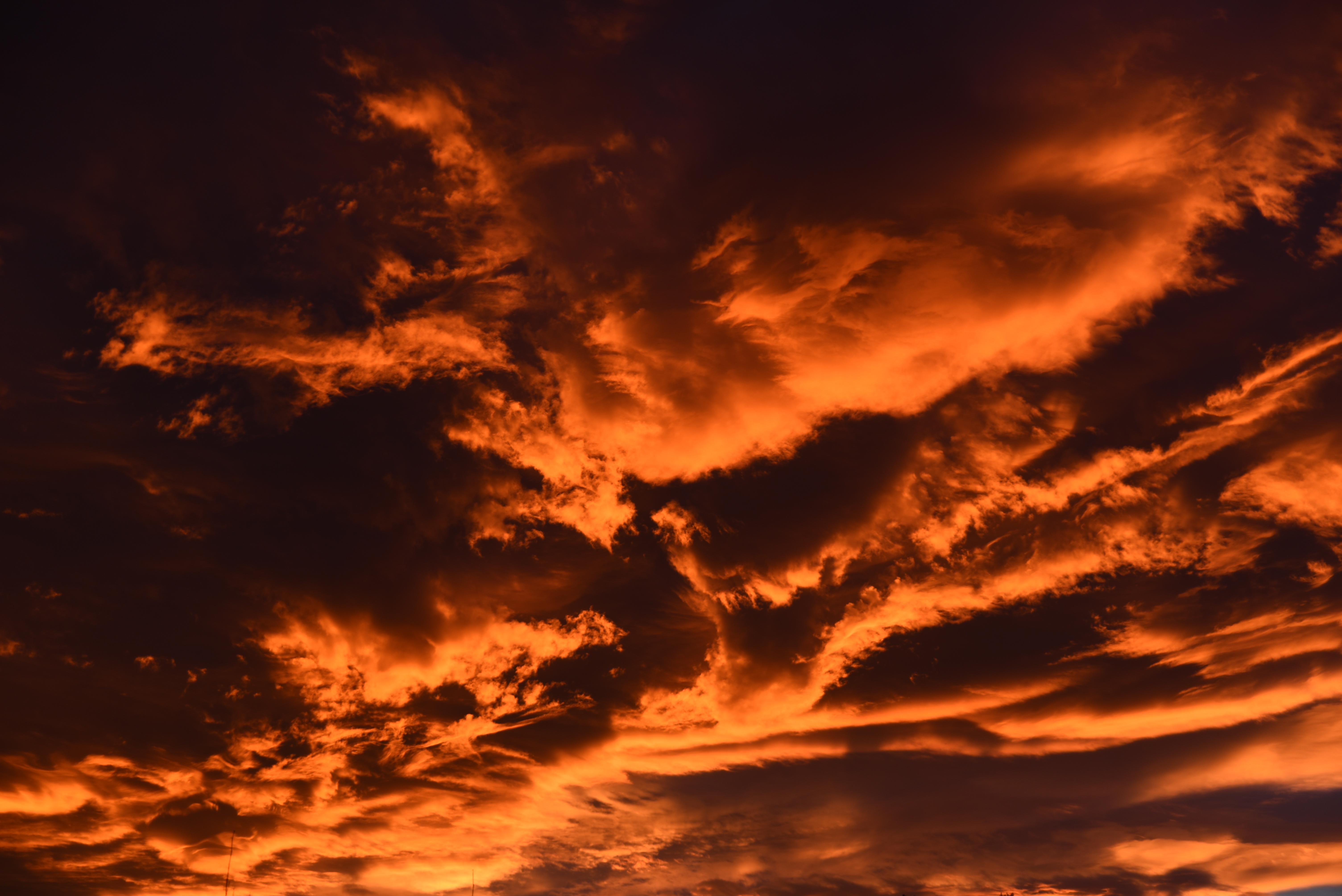
Abenddämmerung: Erwärmung in den höheren Luftschichten fördert die Bildung von Schichtwolken, die das rote Licht reflektieren

Eine Luftschicht ist ein (hauptsächlich horizontal) ausgedehnter Bereich der Erdatmosphäre, der durch die Eigenschaften Feuchte, Aerosolgehalt und äquivalentpotentielle Temperatur gekennzeichnet ist. Innerhalb einer Luftschicht können unterschiedliche Windgeschwindigkeiten auftreten.
Einzelne Luftschichten werden in vertikaler Richtung häufig durch Temperatursprünge (Inversionen), Feuchtesprünge oder eine Veränderung der Schichtungsstabilität getrennt; in einer stabilen Luftschicht herrscht eine Temperaturabnahme von weniger als 1 °C pro 100 Metern. In einer labilen Luftschicht nimmt die Temperatur dagegen um mehr als 1 °C pro 100 Meter ab.
Durch Ablenkung des Lichtes an übereinanderliegenden, unterschiedlich warmen Luftschichten entsteht das Phänomen der Fata Morgana.